# Callosciurus erythraeus
Espèce
Statut de conservation UICN

 LC  : Préoccupation mineure
Répartition géographique
L'Écureuil à ventre rouge ou Écureuil de Pallas (Callosciurus erythraeus, Pallas 1779) est une espèce de rongeurs. C'est un écureuil de la famille des sciuridés.

## Répartition
L'écureuil à ventre rouge se rencontre en Inde, en Birmanie, en Chine (dont Taïwan et Hong Kong), en Thaïlande, dans la péninsule malaise et en Indochine.
L'espèce a été introduite en Argentine et au Japon en 1935 , où elle est considérée comme invasive.
En Europe, l'espèce a été introduite en Belgique en 2004, en France dans la région d'Antibes dans les années 1970 et dans les Bouches-du-Rhône en 2014, en Italie en 2005 et aux Pays-Bas en 1998. Elle y fait l'objet d'une campagne d'éradication.

## Description
L'écureuil de Pallas est un écureuil arboricole de taille moyenne, avec une longueur tête-corps de 16 à 28 cm (6,3 à 11,0 po) et une queue de 11 à 26 cm (4,3 à 10,2 po) de longueur. Les deux sexes sont de taille et d'apparence similaires et pèsent entre 310 et 460 g (11 et 16 oz). La couleur du pelage varie considérablement entre les nombreuses différentes sous-espèces mais elle est généralement grisâtre sur le haut du corps avec une teinte rougeâtre sur le ventre et souvent avec un peu de noir sur la queue. Le motif précis et les nuances de la fourrure sont souvent utilisés pour distinguer les sous-espèces les unes des autres, mais il est difficile de distinguer l'espèce dans son ensemble des autres espèces d'écureuils arboricoles, tout aussi variables.
Certains individus ont vécu jusqu'à 17 ans en captivité.

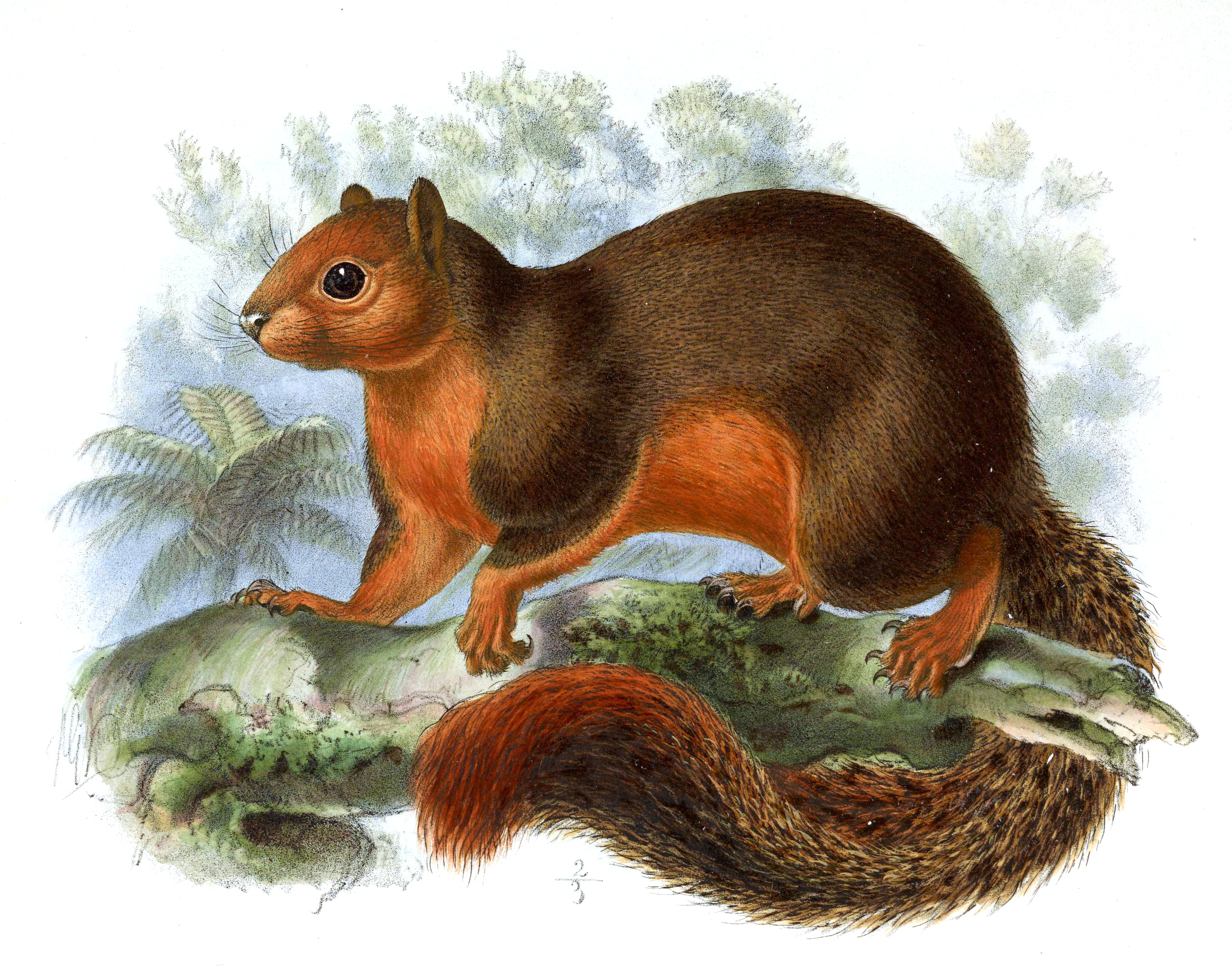
Planche zoologique de 1878
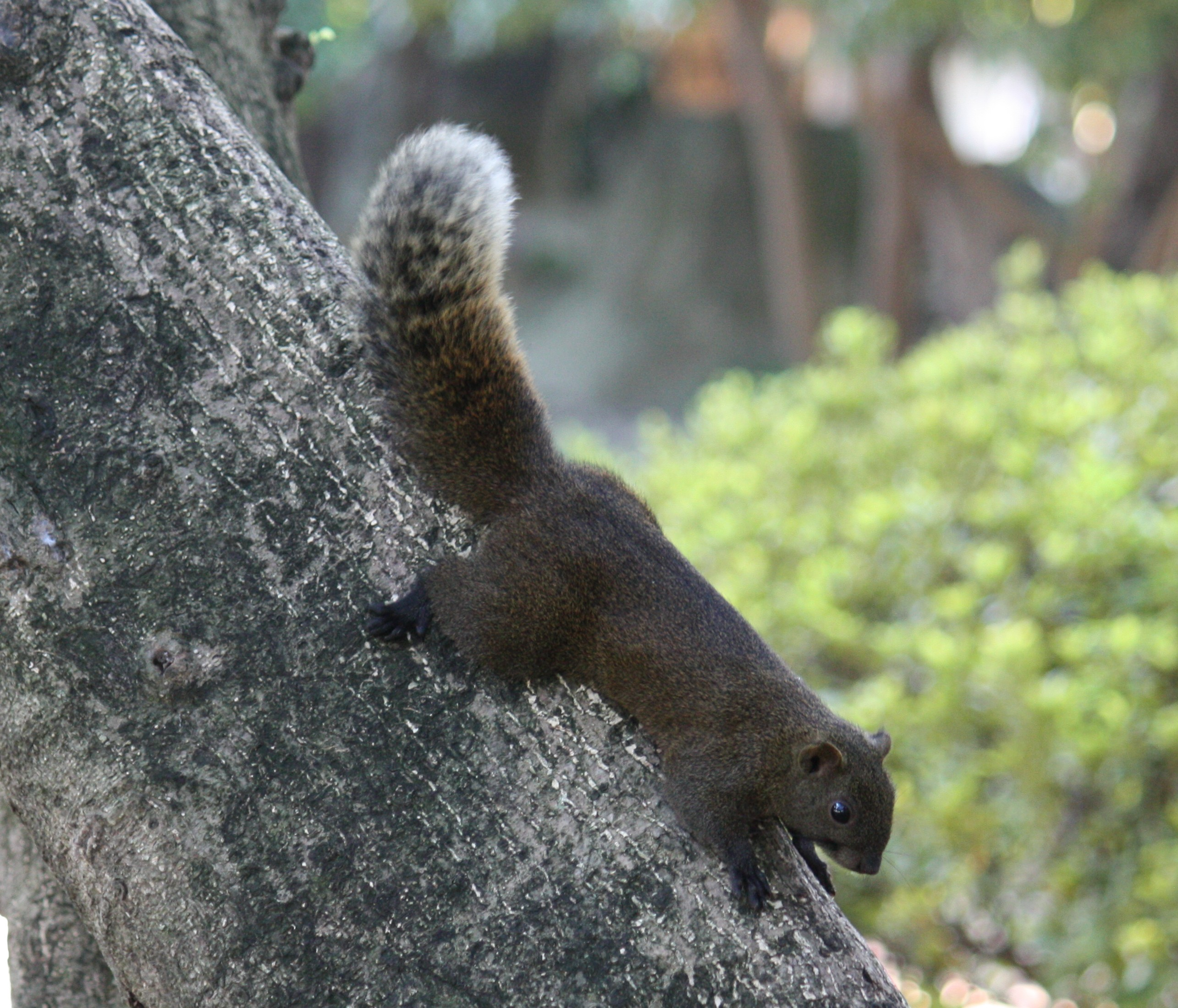
Vue latérale
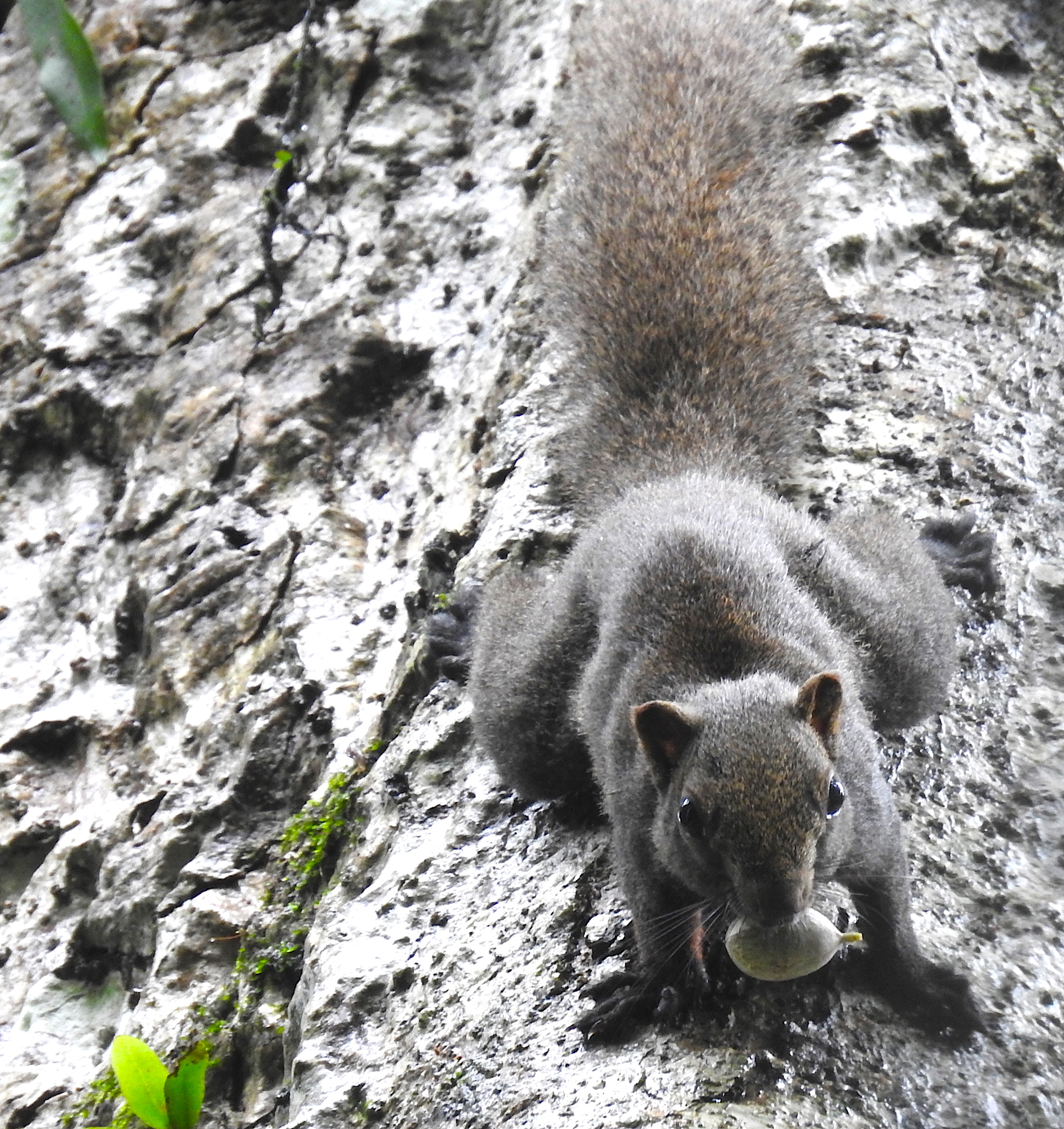
Vue de face
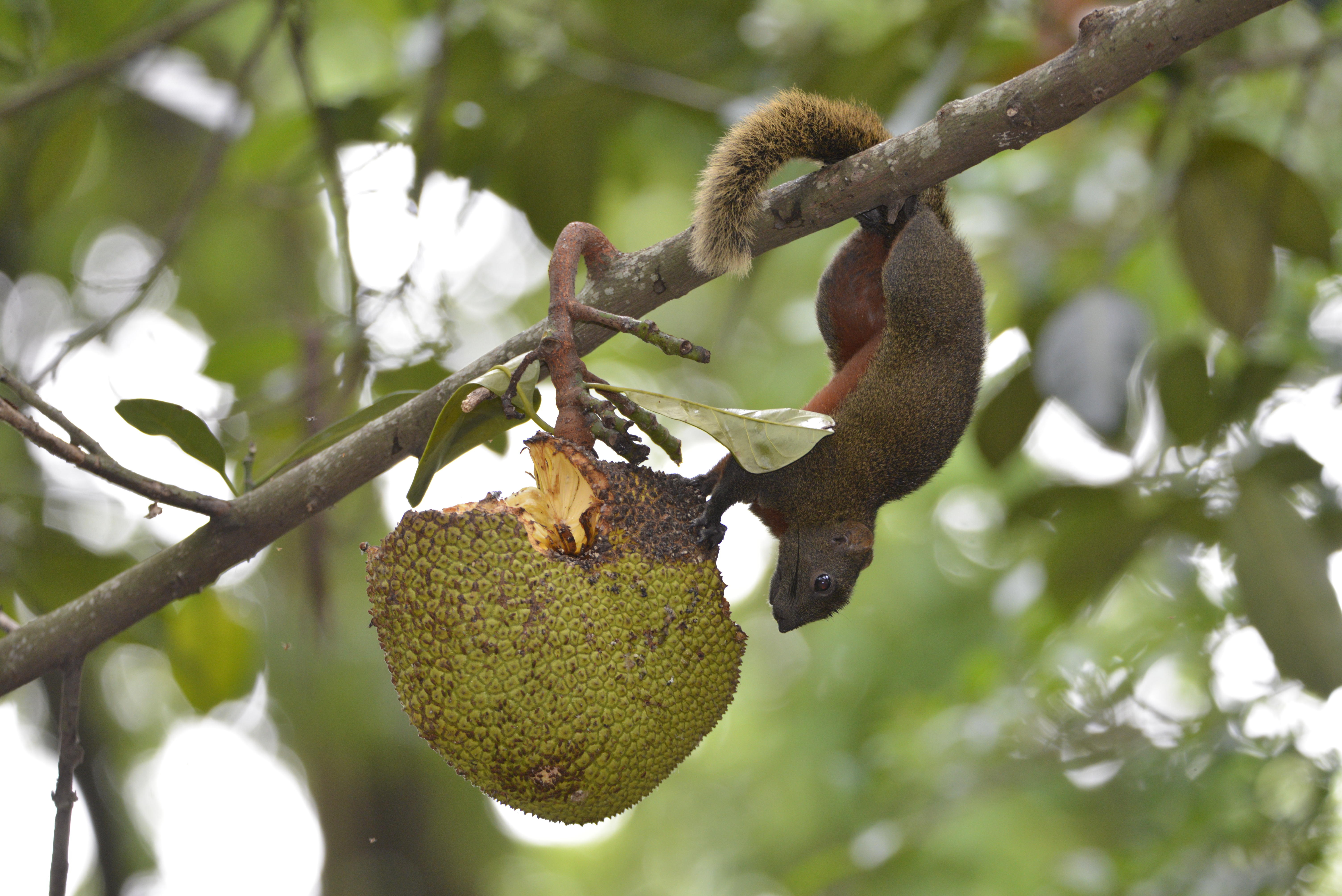
Tête en bas
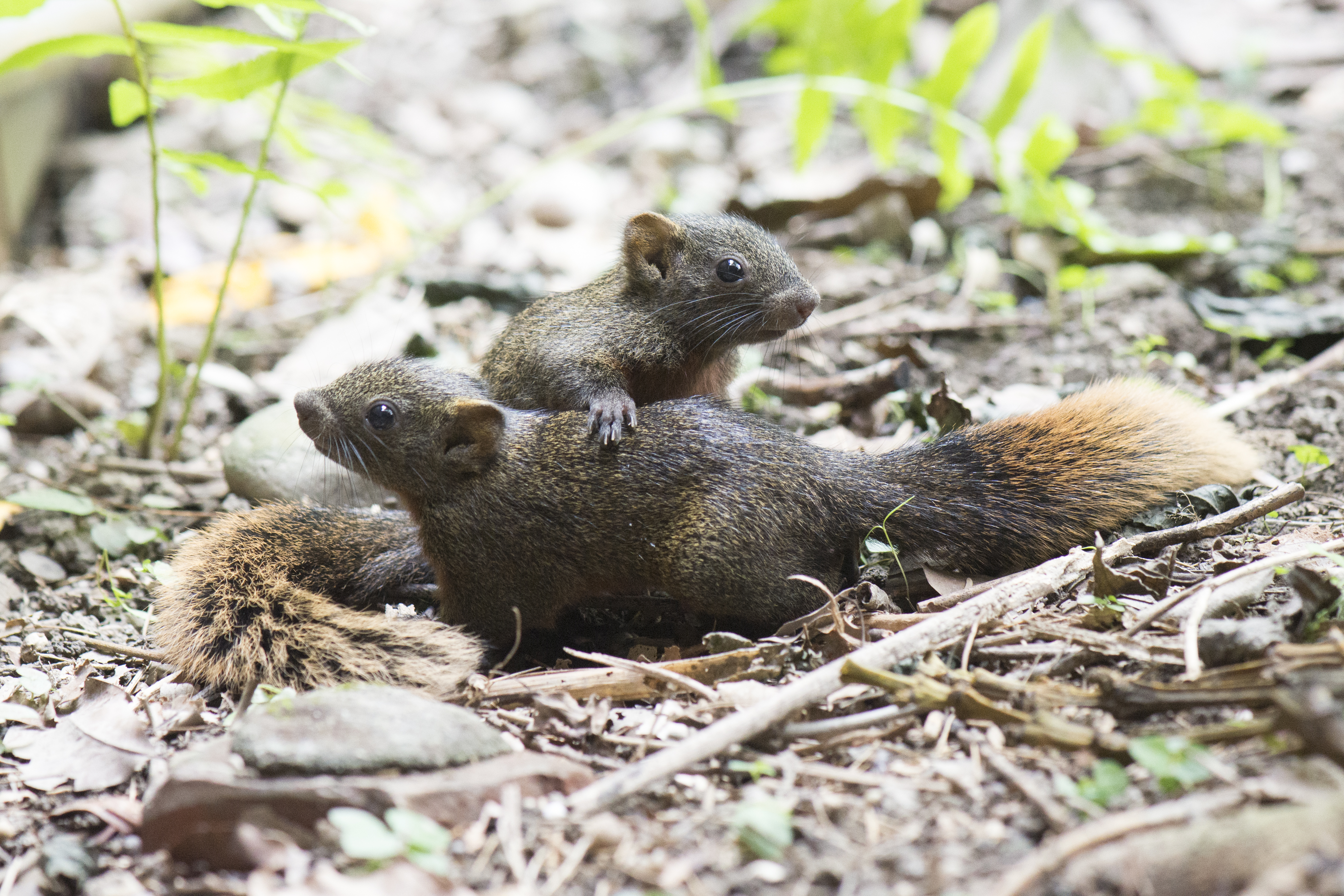
Deux jeunes Callosciurus erythraeus thaiwanensis

## Biologie

### Comportement
Les écureuils de Pallas sont diurnes et habitent une grande partie de la canopée forestière et construisent des nids de feuilles de 7 à 18 m (23 à 59 pi) au-dessus du sol, et moins fréquemment, dans des terriers. Les femelles occupent des domaines vitaux de seulement 0,5 à 0,8 hectare (1,2 à 2,0 acres), qui ne se chevauchent généralement pas, tandis que les mâles occupent des domaines beaucoup plus vastes de 1,3 à 3,8 ha (3,2 à 9,4 acres), qui chevauchent ceux des mâles et des femelles à proximité.
Les écureuils lancent des appels pour avertir les voisins des prédateurs et ont été observés en train de harceler des serpents grimpants aux arbres, les femelles protégeant les jeunes étant particulièrement susceptibles de se joindre à eux. Les mâles émettent également des cris forts avant et après l'accouplement.

### Alimentation
Comme tous les écureuils arboricoles, les écureuils de Pallas sont principalement herbivores. Ils mangent un large éventail d'aliments différents. Cependant, les denrées alimentaires primaires comprennent les feuilles, les fleurs, les graines et les fruits. Ils mangent également de petites quantités d'insectes, ainsi que des œufs d'oiseaux occasionnellement. Comme beaucoup d'autres écureuils, on a observé qu'ils cachent des glands à l'automne.

### Reproduction
Les écureuils se reproduisent tout au long de l'année et peuvent se reproduire dès qu'ils ont sevré une portée précédente. La gestation dure de 47 à 49 jours et aboutit à la naissance de jusqu'à quatre petits, deux étant typiques. Les jeunes quittent le nid entre 40 et 50 jours et sont sexuellement matures à un an.
Les écureuils de Pallas ont des partenaires sexuels changeants. Lorsque les femelles sont prêtes à concevoir, plusieurs mâles se rassemblent autour d'elles et commencent à appeler. Ensuite, les mâles commencent à se battre. Le vainqueur gardera souvent la femelle pendant une période après l'accouplement pour s'assurer qu'il devienne le père de la progéniture. Cependant, si le nombre de challengers est trop élevé, il peut arriver que le mâle abandonne et que d'autres mâles aient également une chance. La femelle construit un nid pour la progéniture pendant la saison de reproduction au printemps et en automne. Après la naissance des petits, elle s'occupe d'eux jusqu'à ce qu'ils deviennent indépendants.

## Liste des sous-espèces
Selon MSW :
- sous-espèce Callosciurus erythraeus atrodorsalis
- sous-espèce Callosciurus erythraeus bartoni
- sous-espèce Callosciurus erythraeus bhutanensis
- sous-espèce Callosciurus erythraeus bonhotei
- sous-espèce Callosciurus erythraeus castaneoventris
- sous-espèce Callosciurus erythraeus erythraeus
- sous-espèce Callosciurus erythraeus erythrogaster
- sous-espèce Callosciurus erythraeus flavimanus
- sous-espèce Callosciurus erythraeus gloveri
- sous-espèce Callosciurus erythraeus gordoni
- sous-espèce Callosciurus erythraeus griseimanus
- sous-espèce Callosciurus erythraeus harringtoni
- sous-espèce Callosciurus erythraeus hendeei
- sous-espèce Callosciurus erythraeus hyperythrus
- sous-espèce Callosciurus erythraeus intermedius
- sous-espèce Callosciurus erythraeus michianus
- sous-espèce Callosciurus erythraeus ningpoensis
- sous-espèce Callosciurus erythraeus pranis
- sous-espèce Callosciurus erythraeus rubeculus
- sous-espèce Callosciurus erythraeus shanicus
- sous-espèce Callosciurus erythraeus siamensis
- sous-espèce Callosciurus erythraeus sladeni
- sous-espèce Callosciurus erythraeus styani
- sous-espèce Callosciurus erythraeus thai
- sous-espèce Callosciurus erythraeus thaiwanensis
- sous-espèce Callosciurus erythraeus zimmeensis

### Législation européenne
Depuis 2016, cette espèce est inscrite dans la liste des espèces exotiques envahissantes préoccupantes pour l’Union européenne. Le Règlement européen du 13 juillet 2016 interdit dorénavant d'acquérir, de vendre, d'échanger et de faire se reproduire les individus de l'espèce Callosciurus erythraeus, de même que Tamias sibiricus, Sciurus carolinensis et Sciurus niger. Il est surtout interdit de les relâcher dans la nature afin de protéger les espèces autochtones.